# كم جونغ غك (مغني)
كيم جونغ كوك (بالهانغل: 김종국، وبالهانجا: 金鐘國. ولد في 25 أبريل 1976) هو مغني من كوريا الجنوبية. بدأ كيم جونغ كوك مسيرته الفنية في سنة 1995 مع فرقة توربو.

## المسيرة الفنية
بدأ مسيرته كعضو في فرقة توربو الموسيقية الكورية الجنوبية في عام 1995 إلى حل الفرقة في 2000. ظهر في العديد من برامج المنوعات الكورية الجنوبية مثل رنينق مان والذي حصل بفضله على شهره واسعة، بالإضافة لـ «فاميلي أوتينغ» و«إكس مان» حيث ظهر فيها أيضا مع المذيع يو جاي سوك.

## وصلات خارجية
- كيم جونغ كوك على موقع IMDb (الإنجليزية)
- كيم جونغ كوك على موقع ميوزك برينز (الإنجليزية)
- كيم جونغ كوك على موقع ديسكوغز (الإنجليزية)
- كيم جونغ كوك على موقع قاعدة بيانات الفيلم (الإنجليزية)
- الموقع الإلكتروني